# (1016) Anitra
(1016) Anitra – planetoida z pasa głównego asteroid okrążająca Słońce w ciągu 3 lat i 112 dni w średniej odległości 2,22 au.

## Odkrycie i nazwa
Została odkryta 31 stycznia 1924 roku w Landessternwarte Heidelberg-Königstuhl w Heidelbergu przez Karla Reinmutha. Nazwa planetoidy pochodzi prawdopodobnie od arabskiej tancerki Anitry z dramatu Peer Gynt Henrika Ibsena. Norweski kompozytor Edvard Grieg skomponował do tego dramatu suitę I, w której jeden z utworów nosi tytuł Taniec Anitry. Przed nadaniem nazwy planetoida nosiła oznaczenie tymczasowe (1016) 1924 QG.